# Шейді-Гіллс (Флорида)
Шейді-Гіллс (англ. Shady Hills) — переписна місцевість (CDP) в США, в окрузі Паско штату Флорида. Населення — 11 690 осіб (2020).

## Географія
Шейді-Гіллс розташоване за координатами 28°24′11″ пн. ш. 82°32′42″ зх. д. / 28.40306° пн. ш. 82.54500° зх. д. (28.403032, -82.545056).  За даними Бюро перепису населення США в 2010 році переписна місцевість мала площу 75,34 км², з яких 74,00 км² — суходіл та 1,34 км² — водойми.

## Демографія
Згідно з переписом 2010 року, у переписній місцевості мешкали 11 523 особи в 4331 домогосподарстві у складі 3143 родин. Густота населення становила 153 особи/км².  Було 4869 помешкань (65/км²).
Расовий склад населення:
| - 95,6 % — білих - 0,7 % — чорних або афроамериканців - 0,5 % — корінних американців - 0,5 % — азіатів - 1,1 % — осіб інших рас |

До двох чи більше рас належало 1,5 %. Частка іспаномовних становила 6,5 % від усіх жителів.
За віковим діапазоном населення розподілялося таким чином: 20,9 % — особи молодші 18 років, 62,5 % — особи у віці 18—64 років, 16,6 % — особи у віці 65 років та старші. Медіана віку мешканця становила 45,4 року. На 100 осіб жіночої статі у переписній місцевості припадало 100,6 чоловіків;  на 100 жінок у віці від 18 років та старших — 99,6 чоловіків також старших 18 років.
Середній дохід на одне домашнє господарство  становив 52 489 доларів США (медіана — 39 415), а середній дохід на одну сім'ю — 58 297 доларів (медіана — 47 679). Медіана доходів становила 41 975 доларів для чоловіків та 32 521 долар для жінок. За межею бідності перебувало 21,9 % осіб, у тому числі 29,3 % дітей у віці до 18 років та 15,2 % осіб у віці 65 років та старших.
Цивільне працевлаштоване населення становило 3745 осіб. Основні галузі зайнятості: освіта, охорона здоров'я та соціальна допомога — 21,3 %, роздрібна торгівля — 12,8 %, науковці, спеціалісти, менеджери — 11,9 %, будівництво — 11,8 %.